# Tovomita laurina
Tovomita laurina är en tvåhjärtbladig växtart som beskrevs av Jules Émile Planchon och Triana. Tovomita laurina ingår i släktet Tovomita och familjen Clusiaceae. Inga underarter finns listade i Catalogue of Life.